# Stortjärnen (Bräcke socken, Jämtland, 695602-149635)
Stortjärnen är en sjö i Bräcke kommun i Jämtland och ingår i Ljungans huvudavrinningsområde. Sjön har en area på 0,0718 kvadratkilometer och ligger 378 meter över havet.

## Delavrinningsområde
Stortjärnen ingår i det delavrinningsområde (695661-149484) som SMHI kallar för Utloppet av Sönner-Kroktjärnen. Medelhöjden är 411 meter över havet och ytan är 9,21 kvadratkilometer. Det finns inga avrinningsområden uppströms utan avrinningsområdet är högsta punkten. Räggån som avvattnar avrinningsområdet har biflödesordning 5, vilket innebär att vattnet flödar genom totalt 5 vattendrag innan det når havet efter 184 kilometer. Avrinningsområdet består mestadels av skog (73 procent) och sankmarker (16 procent). Avrinningsområdet har 0,26 kvadratkilometer vattenytor vilket ger det en sjöprocent på 2,9 procent.